# Stadio di Olimpia
Lo stadium del sito archeologico di Olimpia è situato ad est del tempio di Zeus. Era il luogo dove si svolgevano la maggior parte degli eventi legati ai Giochi olimpici antichi.

## Descrizione

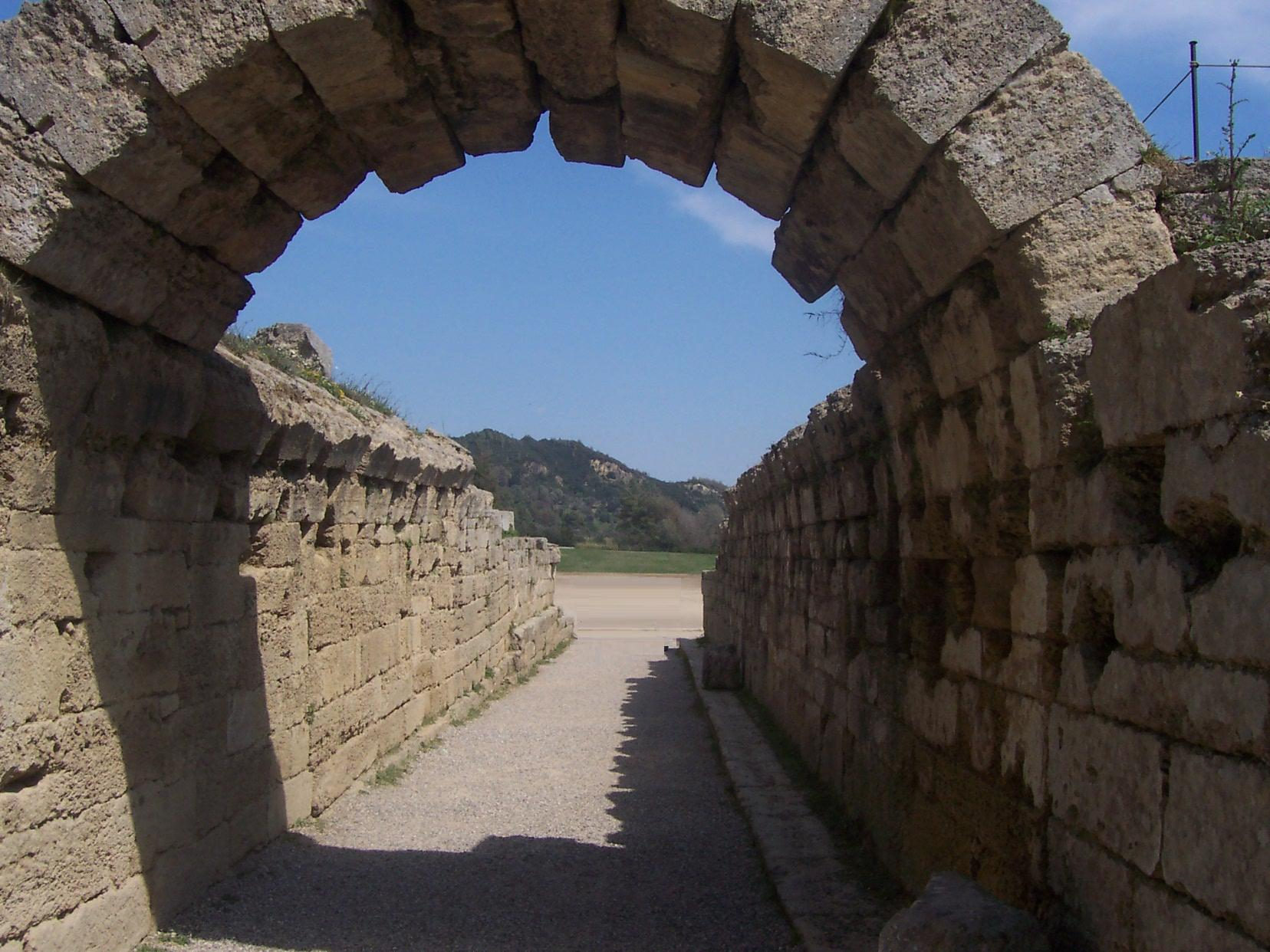
Tunnel a volta da cui si accede allo stadio

Lo stadium era un luogo sacro per gli antichi greci, in quanto questo vi si svolgevano le attività sportive dedicate a Zeus. Lo stadio era originariamente situato all'interno del temenos, con gli spettatori in grado di visualizzare le corse dalle pendici del Monte Crono. Venne poi gradualmente trasferito a est fino a raggiungere la sua posizione attuale all'inizio del V secolo a.C. Lo stadio è collegato al santuario da un passaggio a volta in pietra.
La pista era lunga 212,54 metri e larga dai 30 ai 34 metri. Due cippi posti a 192,27 metri l’uno dall’altro [seicento metri olimpici (1 piede = 32,04 centimetri)], indicavano la linea partenza e quella di arrivo. Tutti i sedili erano realizzati in fango e sul versante meridionale c'era una piattaforma di pietra, l'esedra, su cui sedevano gli Hellanodikai ovvero i giudici. Di fronte, sul versante nord, era un altare dedicato a Demetra Chamyne. Lo stadio poteva contenere 50.000 spettatori.

I giochi si tennero tra il 776 a.C. e il 393. Leggende greche suggeriscono che i giochi si fossero svolti anche prima, dal X al XI secolo a.C., epoca nota anche come l'età del bronzo. Secondo i dati, la prima edizione che conosciamo si tenne qui durante la rinascita della festa dedicata a Zeus nel 776 a.C. I giochi si tenevano ogni quattro anni, all'inizio, e alla metà del "Grande Anno". Il Grande Anno, era un sistema che consentiva ai greci del tempo di determinare la differenza tra gli anni solari e quelli lunari.

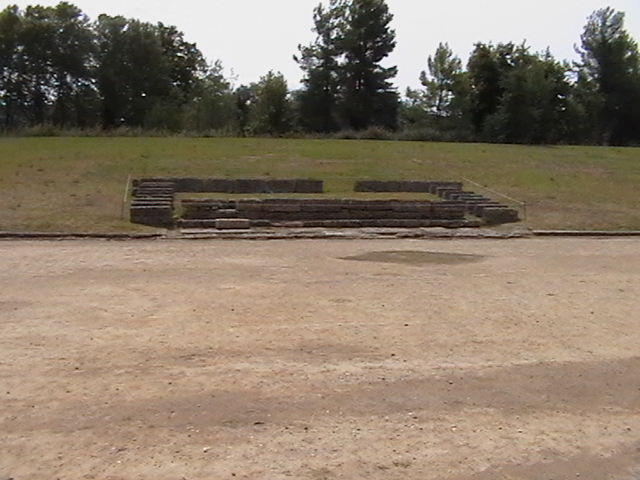
L'esedra (piattaforma di pietra) sul quale sedevano i giudici, situato sul lato sud dello stadio

Vennero costruiti tre stadi. Il primo, (Stadio I), venne creato nel corso del periodo arcaico. Veniva utilizzato principalmente per contenere i giochi dei concorrenti della vicina città-stato della Grecia. Lo (Stadio II) venne costruito ad est del primo stadio, per aggiungere la possibilità di ospitare altri eventi essendo stato dotato di una pista addizionale. Fu costruito in posizione ideale vicino a una grande collina che serviva da salotto naturale. Il terzo stadio, (Stadio III), venne costruito principalmente per contenere un pubblico più ampio. Lungo gli argini che circondavano lo stadio c'erano grandi pozzi che servivano non solo come offerta di acqua, ma anche come ex-voto, per lo più in bronzo.
I giochi olimpici si crede abbiano avuto inizio nell'anno 776 a.C. Per consentire la partecipazione agli atleti di tutte le città-stato, venne realizzata una tregua sacra dai tre re Ifito di Elis (Grecia), Licurgo di Sparta e Cleostene di Pisa. La tregua assicurò che nessuno sarebbe stato ostile verso l'altro e una sospensione delle esecuzioni per la durata dei giochi. Dagli elenchi che abbiamo dei vincitori di queste Olimpiadi, sappiamo che i giochi olimpici alla fine laurearono tanti campioni provenienti da diverse parti del mondo. I campioni provenivano dalla Sicilia all'Africa del Nord.

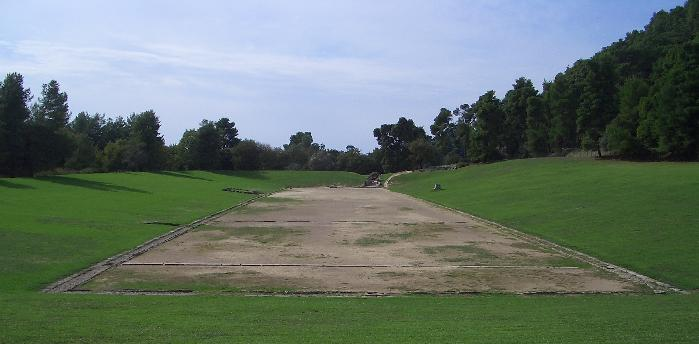
Stadio di Olimpia

Nel 472 a.C., vennero aggiunti due giorni alle competizioni dei giochi olimpici.
Per le donne venivano tenuti i giochi erei. Erano dei giochi solo per femmine ed erano dedicati a Era, la moglie di Zeus.
I giochi olimpici si tennero per l'ultima volta nel 393. L'imperatore Teodosio I, un imperatore romano, emise un divieto di ogni atto di paganesimo e di qualsiasi tipo di attività del santuario.
Durante i Giochi della XXVIII Olimpiade, nel 2004, lo stadio ospitò le gare del getto del peso.